# Fédération danoise de football
Pour les articles homonymes, voir DBU.
La Fédération du Danemark de football (en danois Dansk Boldspil-Union, DBU) est une association regroupant les clubs de football de Danemark et organisant les compétitions nationales et les matchs internationaux de la sélection du Danemark.
La fédération nationale du Danemark est fondée en 1889. Elle est membre fondatrice de la FIFA en 1904 et est membre de l'UEFA depuis sa création en 1954.
En 2013, la DBU compte 341 342 licenciés (270 791 hommes et 70 551 femmes) pour 1672 clubs.

## Meilleurs Buteurs Danois
| Rang |  | Joueur            | Buts | Sélections |
| ---- |  | ----------------- | ---- | ---------- |
| 1    |  | Poul Nielsen      | 52   | 38         |
| 2    |  | Jon Dahl Tomasson | 51   | 112        |
| 3    |  | Pauli Jørgensen   | 44   | 47         |
| 4    |  | Christian Eriksen | 42   | 136        |
| 5    |  | Ole Madsen        | 42   | 50         |
| 6    |  | Preben Elkjær     | 38   | 69         |
| 7    |  | Michael Laudrup   | 37   | 104        |
| 8    |  | Nicklas Bendtner  | 30   | 81         |
| 9    |  | Ebbe Sand         | 22   | 66         |
| 10   |  | Dennis Rommedahl  | 21   | 126        |

## Meilleurs Entraîneurs Danois
| Rang | Entraîneur             | Réalisations principales                                                               |
| ---- | ---------------------- | -------------------------------------------------------------------------------------- |
| 1    | Richard Møller Nielsen | Vainqueur de l’Euro 1992                                                               |
| 2    | Morten Olsen           | Longue carrière avec l’équipe nationale, qualification pour plusieurs tournois majeurs |
| 3    | Åge Hareide            | Qualification pour la Coupe du Monde 2018 et l’Euro 2020                               |
| 4    | Sepp Piontek           | A mené le Danemark à l’Euro 1984 et à la Coupe du Monde 1986                           |
| 5    | Kasper Hjulmand        | Demi-finaliste de l’Euro 2020                                                          |

## Reférences
1. ↑  Medlemstal 1910-2013 sur le site officiel de la DBU